# بخيمة غاه (زلاغي الشرقي)
بخیمة غاه (بالفارسية: پاخیمه‌گاه) هي قرية تقع في إيران في قسم زلاغي الشرقي الریفي. يقدر عدد سكانها بـ 237 نسمة بحسب إحصاء 2016.